# Kartoffelsuppe

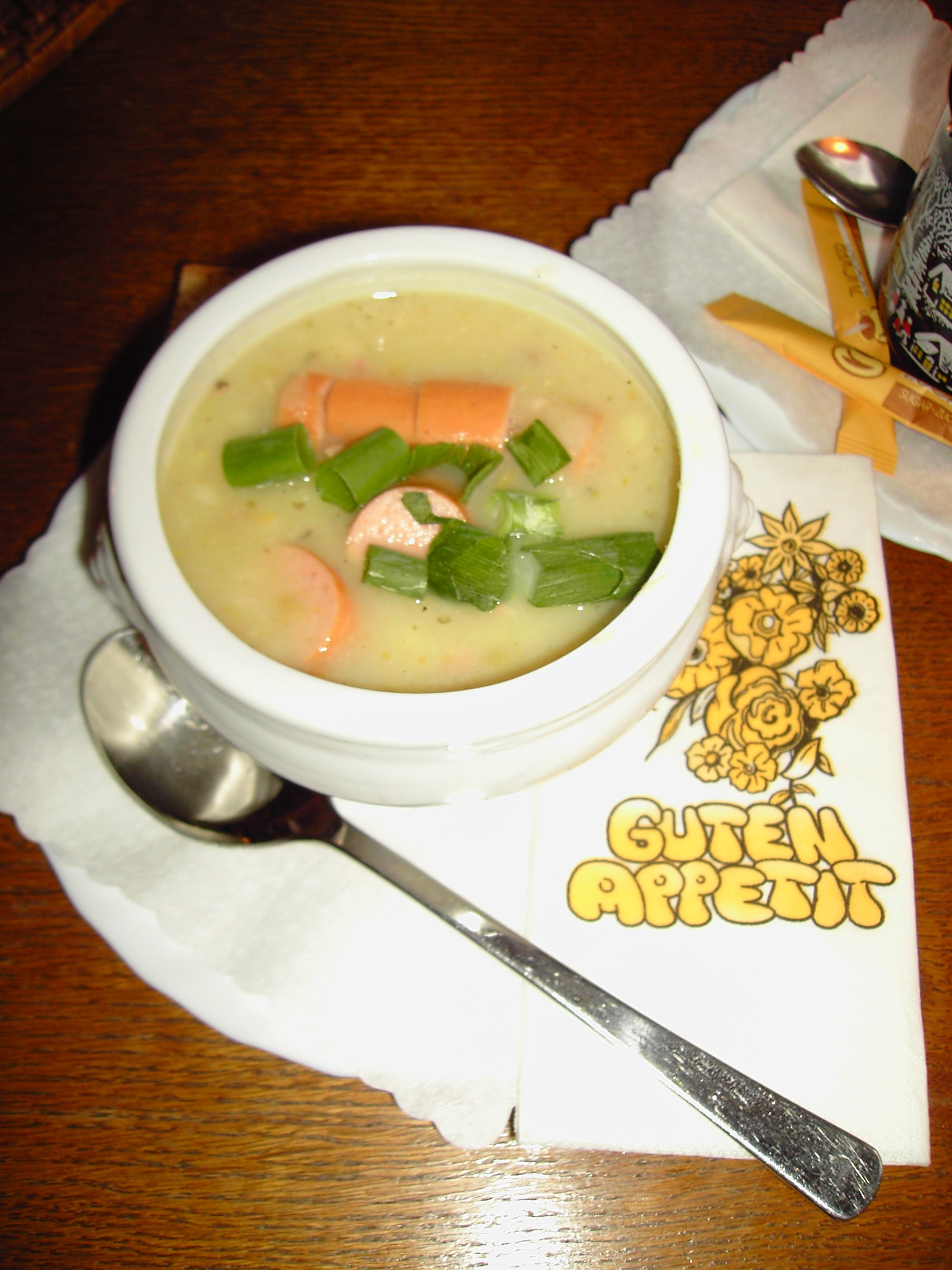
Kartoffelsuppe avec des morceaux de saucisse de Vienne.

La Kartoffelsuppe (soupe de pommes de terre) est une soupe traditionnelle allemande et autrichienne dont le principal ingrédient est la pomme de terre. Il existe de nombreuses variantes de cette recette dans lesquelles les pommes de terre sont cuites avec d'autres légumes, tels que carottes, céleri, oignons, le tout dans une saumure ou bien un bouillon de viande.
Pour la préparer, on utilise un presse-purée (Kartoffelstampfer), de manière à garantir que les pommes de terre et les autres légumes soient convenablement écrasés.
Cette soupe contient normalement des éléments carnés, qui dans la cuisine allemande se présentent sous forme de saucisses, par exemple des morceaux de Bockwurst, Wiener Würstchen (saucisses de Vienne), Fleischklößchen, Leberwurst, Blutwurst (boudin noir), Jagdwurst, etc. On ajoute habituellement des morceaux de pain (Semmeln) pour l'épaissir. On peut l'assaisonner de diverses manières avec des fines herbes, du paprika ou du poivre.